# Wilhelm Mommsen
Wilhelm Mommsen (* 25. Januar 1892 in Berlin; † 1. Mai 1966 in Marburg) war ein deutscher Historiker.

## Leben
Wilhelm Mommsen, evangelisch-lutherischer Sohn des freisinnigen Bankdirektors, Berliner Stadtverordneten und Reichstagsabgeordneten Karl Mommsen und Enkel des Historikers Theodor Mommsen, ging an einem humanistischen Gymnasium zur Schule und machte in Berlin sein Abitur, bevor er 1912 an der Universität Freiburg ein Geschichtsstudium aufnahm. Am 7. September 1914 meldete er sich als Kriegsfreiwilliger für den Ersten Weltkrieg, in dem er bis zum 21. Dezember 1916 eingesetzt und mit dem Eisernen Kreuz II. und I. Klasse ausgezeichnet wurde.
Sein Geschichtsstudium konnte Mommsen erst 1919 an der Friedrich-Wilhelms-Universität zu Berlin wieder in vollem Umfang aufnehmen. Er schloss es, betreut von Friedrich Meinecke, 1920/21 mit der Dissertation Richelieu, Elsaß und Lothringen (publiziert 1922) und damit der Promotion ab. Anschließend war er für fast ein Jahr Referent der „Reichszentrale für Heimatdienst“ in Berlin und wurde im Oktober 1922 wissenschaftlicher Assistent am Historischen Seminar der Universität Göttingen, an der er sich 1923 mit einer Arbeit über Bismarcks Sturz und die Parteien bei Arnold Oskar Meyer habilitierte und bis März 1927 in derselben Stellung tätig blieb. Anschließend erhielt er in Göttingen einen Lehrauftrag für französische Geschichte, 1928 folgte dort die Ernennung zum außerplanmäßigen Professor.
Die erste Berufung erhielt Mommsen 1929 von der Universität Marburg als Ordinarius ad personam für Mittlere und Neuere Geschichte und Direktor des dortigen Historischen Seminars. Dort zählte zu seinen Schülern u. a. Christoph Steding, der 1931 bei Mommsen über Max Weber promovierte. Bis 1936 gab Mommsen die Zeitschrift Vergangenheit und Gegenwart heraus, die sich insbesondere an Geschichtslehrer wandte, und veröffentlichte daneben zahlreiche Beiträge in der Historischen Zeitschrift. Im Sommersemester 1942 nahm Mommsen eine Lehrstuhlvertretung an der Universität Gießen wahr.
Im Rahmen der Entnazifizierung wurde Mommsen am 11. Dezember 1945 auf Anordnung der Militärregierung als Professor suspendiert. Die Entnazifizierung fand unter dem von den Amerikanern als Rektor eingesetzten Neukantianer Julius Ebbinghaus statt. Ebbinghaus führte das Verfahren mit aller Härte durch. Hans Mommsen hat in diesem Zusammenhang auf Ungerechtigkeiten und Unverhältnismäßigkeiten seinem Vater gegenüber hingewiesen.
1949/50 erhielt Mommsen einen besoldeten Forschungsauftrag des Hessischen Kultusministeriums. Anfang 1955 wurde er emeritiert, seine Professur war in der Zwischenzeit neu besetzt worden.
Mommsen gilt – auch international – als Spezialist für politische und soziale Bewegungen des 19. Jahrhunderts. Seine Zusammenstellungen Deutsche Parteiprogramme, die 1931, 1951 und 1960 und später jeweils überarbeitet und ergänzt erschienen, gelten als vorbildliche Standardwerke:

“The new edition, let it be said immediatly, is a perfect model of what a source collection should be.”

## Politische Einstellung
In der Weimarer Republik war der aus liberalem Hause stammende Mommsen Mitglied der DDP und der DStP. Zu seinen wichtigsten akademischen Lehrern zählten der liberale Friedrich Meinecke und der deutschnationale Arnold O. Meyer. Doch 1933 unterzeichnete Mommsen mit rund 900 anderen Hochschullehrern das Bekenntnis der Professoren zu Adolf Hitler. Am 31. Mai 1940 beantragte er die Aufnahme in die NSDAP und wurde zum 1. Juli desselben Jahres aufgenommen (Mitgliedsnummer 8.137.950).
In der Zeit des Nationalsozialismus passte sich Mommsen an die damals vorherrschenden Positionen an. In seinem Aufsatz Zur Beurteilung des Absolutismus beispielsweise spricht er 1938 mehrfach von „Volkstum“. Der Staat, so Mommsen weiter, „ist für uns nur die äußere Form und zugleich der Kern, in dem der höhere Wert ‚Volk‘ Ausdruck und politische Wirkung findet.“ (S. 55) Auf den Führerstaat verweisend, meint er:

„Im 19. Jahrhundert pflegte man den absolutistischen Staat als Willkürherrschaft eines Einzelnen aufzufassen und so seine wahre Bedeutung zu verkennen. Heute sehen wir in ihm Kräfte lebendig, die zukunftsreich waren.“

Er fährt dann fort:

„Aber wie man den absolutistischen Staat als gewaltige geschichtliche Leistung keineswegs unterschätzen darf, so darf man auch keineswegs, wie das gelegentlich geschehen ist, seine Verwandtschaft mit der Gegenwart allzu stark betonen. Der Absolutismus ging vom Staate, nicht vom Volke aus.“

Diese Haltung begründete er allerdings wiederum völkisch:

„Gerade unsere Verpflichtung vor der Gesamtheit unseres Volkes sollte uns verbieten, partikularen Kräften jeder Art, seien es staatliche, konfessionelle, ständische oder auch familiäre, auf unser Urteil und auf unsere Wertung Einfluß gewinnen zu lassen.“

Insgesamt wusste er die nationalsozialistische Position einzusetzen, wenn er etwa eines seiner liberalen Vorbilder, Friedrich Naumann, mit Werten verteidigte, die im NS-Staat als hoch angesehen galten:

„Naumann trat für Schwarz-weiß-rot ein und stellte den Antrag, daß Deutsch-Österreich ein Glied des Reiches werden solle. Er selbst zweifelte, ob die Weimarer Verfassung fünf Jahre Bestand haben werde. […] Vor allem aber kämpfte er in Weimar und in dem damaligen Berlin tapfer und mutig gegen Versailles.“

Wo andere NS-Historiker in der deutschen Geschichte allerorten Vorläufer des Nationalsozialismus sahen, vertrat Mommsen eine eigenständige Theorie:

„Gerade heute erleben wir ja, daß die soldatische Haltung des Preußentums zum gesamtdeutschen Wesenszug in jenem ‚friderizianischen Deutschland‘ geworden ist, von dem Adolf Hitler bei Kriegsbeginn sprach. Großdeutsche Überzeugung und gesamtdeutsche Geschichtsauffassung scheinen mir damit vereinbar, den preußisch-kleindeutschen Weg und das Reich Bismarcks als notwendige Vorstufe des heutigen Großdeutschen Reiches anzusehen, ohne deshalb – was ja auch geschehen ist –, Friedrich oder Bismarck großdeutsche Gesichtspunkte zuzuschreiben.“

In der Sowjetischen Besatzungszone wurden Mommsens Schriften Volk und Staat in der deutschen Geschichte, Politische Geschichte von Bismarck bis zur Gegenwart, 1850–1933, Politik und Kriegführung und Deutschland und Europa 1850–1933 auf die Liste der auszusondernden Literatur gesetzt.
Nach 1945 äußerte Mommsen:

„[D]enn die Politik, die schließlich zur Besetzung von Prag und zum Zweiten Weltkrieg führte, knüpfte an jene mitteleuropäischen Gedankengänge an, und mit dem Protektorat Böhmen und Mähren wurde in der Tat versucht, ein Reich zu gründen, ‚das fremden Völkern Gesetze gab‘. Erst seit der Errichtung des Protektorats ist der ‚Reichsgedanke‘ in der uns allen in Erinnerung befindlichen politischen Form ausgenutzt worden.“

## Familie
Seine Söhne Karl, Wolfgang und Hans Mommsen wurden ebenfalls Historiker.

## Schriften (Auswahl)
- Richelieu, Elsaß und Lothringen. Ein Beitrag zur elsaß-lothringischen Frage. Verlag für Politik und Wirtschaft, Berlin 1922 (Dissertation).
- Paul de Lagarde als Politiker. Zu seinem 100. Geburtstag am 2. November 1927. Vandenhoeck & Ruprecht, Göttingen 1927.
- Volk und Staat in der deutschen Geschichte. Ein Vortrag. Diesterweg, Frankfurt a. M. 1933.
- mit Günther Franz: Deutsche Parteiprogramme. 5 Teile, Teubner, Leipzig 1931–1932.
- Politische Geschichte von Bismarck bis zur Gegenwart 1850–1933. Diesterweg, Frankfurt a. M. 1935.
- Politik und Kriegführung. Elwertsche Verlagsbuchhandlung, Marburg 1940 (= Marburger Universitätsreden, Nr. 4).
- Bismarck und seine Zeit. Teubner, Leipzig 1937 (= Stoffe und Gestalten der deutschen Geschichte, Bd. 1, H. 7).
- Die politischen Anschauungen Goethes. Deutsche Verlags-Anstalt, Stuttgart 1948.
- Die deutsche Einheitsbewegung. Eine Auswahl zeitgenössischer Äußerungen. Deutsche Buch-Gemeinschaft, Berlin 1950.
- Geschichte des Abendlandes von der Französischen Revolution bis zur Gegenwart 1789–1945. 2. Aufl. Bruckmann, München 1960 (= Weltgeschichte in Einzeldarstellungen, Bd. 6).
- Größe und Versagen des deutschen Bürgertums. Ein Beitrag zur politischen Bewegung des 19. Jahrhunderts, insbesondere zur Revolution 1848/1849. 2. Aufl. Oldenbourg, München 1964.
- Otto von Bismarck. Mit Selbstzeugnissen und Bilddokumenten. 20. Aufl. Rowohlt, Reinbek bei Hamburg 1994 (= Rowohlts Monographien, Bd. 122), ISBN 3-499-50122-8.

Herausgeberschaften
- Geschichte der politischen Parteien in Deutschland. 11. Aufl., völlig überarbeitet Olzog, München 1965 (= Deutsches Handbuch der Politik, Bd. 2).
- Deutsche Parteiprogramme. Zweite durchgesehene und ergänzte Auflage, Olzog, München 1964. Erstauflage Isarverlag, München 1960 (= Deutsches Handbuch der Politik, Bd. 1).

Als Herausgeber von Zeitschriften
- Mit Moritz Edelmann: Vergangenheit und Gegenwart – Zeitschrift für Geschichtsunterricht und politische Erziehung, bis 1936.